# Ани-Фрид Люнгста
Ани-Фрид Люнгста (на норвежки: Anni-Frid Synni Lyngstad, Ани-Фрид Сюни Люнгста), с артистичен псевдоним Фрида, е норвежка поппевица.
Родена е на 15 ноември 1945 г. в Баланген, Норвегия. Тя е най-известна като член на шведската попгрупа „АББА“.

## Дискография
Албуми, сборни плочи и компакт-дискове
- 1971 – Frida
- 1972 – Anni-Frid Lyngstad / Min Egen Stad (сборна плоча)
- 1975 – Frida Ensam
- 1982 – Something's Going On
- 1984 – Shine
- 1991 – På Egen Hand (сборен компакт-диск)
- 1993 – Tre Kvart Från Nu (сборнен компакт-диск)
- 1996 – Djupa Andetag
- 1997 – Frida 1967-1972 (сборник от 2 компакт-дисков)
- 1998 – Frida – The Mixes (сборник ремикси на албума от 1996)
- 1998/2000 – Svenska Popfavoriter – Frida /14 Hits (сборен компакт-диск)
- 2001 – The Collection (сборен компакт-диск)
- 2005 – FRIDA 4CD + DVD (комплект от 4 албума и видео-диск)